# Alois Mock
Alois Mock (10 de junho de 1934 - 1 de junho de 2017) foi um político e membro do Partido do Povo Austríaco (ÖVP). Ele foi vice-chanceler da Áustria de 1987 a 1989. Como ministro das Relações Externas, ele ajudou a levar a Áustria para a União Europeia.